# Tzath I
Tzath I di Lazica (in georgiano წათე I?; fl. 520), Tzathius o Tzathios (in greco Τζάθιος?), nelle fonti bizantine, fu re di Lazica dall'anno 521 o 522 fino a una data sconosciuta, sicuramente posteriore all'anno 527.

## Biografia

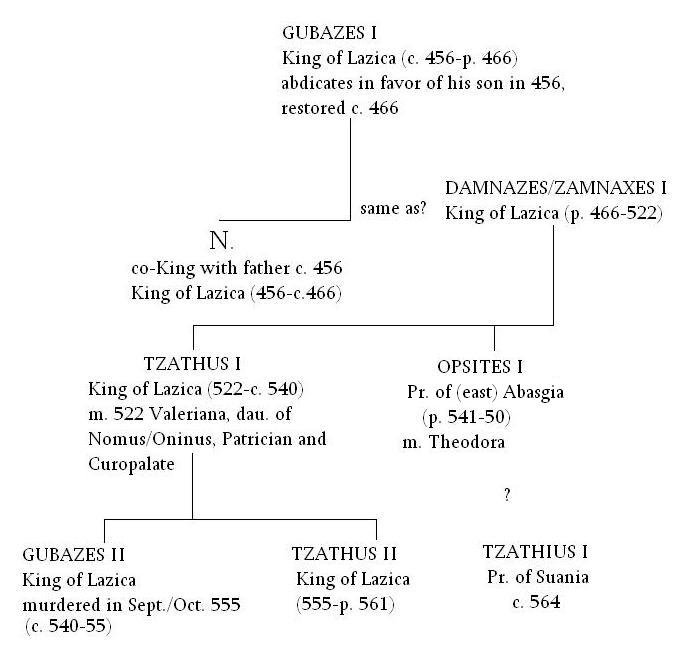
Un possibile albero genealogico della famiglia reale laza redatto da Cyril Leo Toumanoff

Figlio di re Damnazes, Tzath salì al trono alla morte di quest'ultimo, tra il 521 e il 522. Una volta morto il padre, Tzath rigettò lo zoroastrismo, rifiutandosi di riconoscere la tradizionale sovranità esercitata sulla regione dall'impero sasanide e chiedendo supporto all'impero bizantino, allora sorretto dall'imperatore Giustino I. Tzath si recò quindi a Costantinopoli, dove fu ricevuto dall'imperatore e battezzato, e dove ricevette in sposa la nobildonna Valeriana. Infine, dopo aver ricevuto le insegne e le vesti reali, indicanti sia il suo status di re dei Lazi, sia la sua sottomissione all'imperatore bizantino, fece ritorno nel regno di Lazica, di cui fu quindi il primo re cristiano.
L'ultima menzione di Tzath nelle fonti storiche risale all'incirca allo scoppio della guerra iberica, nel 527, quando il regno di Lazica fu attacco dai persiani dopo che questi ebbero sedato la rivolta degli iberici, che era scoppiata nel 524/525 a causa del tentativo di Kavad I di costringerli a convertirsi dal cristianesimo allo zoroastrismo, religione dell'impero sasaninde. Tzath chiese l'aiuto dell'impero bizantino, sul cui trono era da poco salito Giustiniano I, succedendo allo zio Giustino, che rispose inviando un esercito che permise al regno di Lazica di resistere ai persiani.
Benché, come detto, le fonti storiche non menzionino più Tzath dopo questi avvenimenti, il noto storico e genealogista russo Cyril Leo Toumanoff ha più volte affermato di ritenere che il regno di Tzath sia durato all'incirca fino al 540, anno in cui salì al trono Gubazes II, probabilmente figlio dello stesso Tzath. Sebbene, infatti, il noto storico bizantino dei VI secolo Procopio di Cesarea menzioni Opsites, uno zio di Gubazes, definendolo una volta "re dei Lazi" e un'altra volta "principe dell'Abcasia orientale" - cosa che farebbe quindi ritenere che il regno di Opsites si collochi tra quello di Tzath I e quello di Gubazes II - Toumanoff ritiene che questi non fosse altro che un membro della famiglia reale laza, nonché principe di Abcasia, ma che non sia mai stato re.